# Militära grader i Ukrainska galiziska armén
Militära grader i Ukrainska galiziska armén visar tjänstegrader och gradbeteckningar i den Ukrainska galiziska armén, den Västukrainska folkrepublikens armé.
|                              |                     |                             |                                   |                              |
| Старший стрілець Vicekorpral | вістун Korpral      | десятник Furir              | старший десятник Sergeant         | Булавний десятник Fanjunkare |
|                              |                     |                             |                                   |                              |
| хорунжий Fänrik              | четар Underlöjtnant | поручник Löjtnant           | Сотник Kapten                     | Отаман Major                 |
|                              |                     |                             |                                   |                              |
| підполковник Överstelöjtnant | полковник Överste   | Генерал- четар Generalmajor | Генерал- поручник Generallöjtnant | Генерал- сотник General      |